# ! (album)
Albums de The Dismemberment Plan
The Dismemberment Plan Is Terrified
(1999)
! est le premier album studio du groupe de rock indépendant américain The Dismemberment Plan sorti le 2 octobre 1995 chez DeSoto Records.
Le batteur originel du groupe, Steve Cummings, joue dans cet album mais quittera rapidement le groupe après sa sortie.

## Liste des titres
| 1.    | Survey Says                | 2:08 |
| 2.    | The Things That Matter     | 2:25 |
| 3.    | The Small Stuff            | 3:02 |
| 4.    | OK Jokes Over              | 4:27 |
| 5.    | Soon to Be Ex Quaker       | 1:26 |
| 6.    | I'm Going to Buy You a Gun | 3:06 |
| 7.    | If I Don't Write           | 2:17 |
| 8.    | Wouldn't You Like to Know? | 4:27 |
| 9.    | 13th and Euclid            | 2:50 |
| 10.   | Fantastic!                 | 4:14 |
| 11.   | Onward, Fat Girl           | 2:46 |
| 12.   | Rusty                      | 4:29 |
| 38:07 |                            |      |

## Crédits
Membres du groupe
- Eric Axelson : basse
- Jason Caddell : guitare
- Steve Cummings : batterie
- Travis Morrison : chant, guitare

Production
- Andy Charneco et Don Zientara : enregistrement